# Estação Anatole France (Metrô de Paris)
Anatole France é uma estação da linha 3 do Metrô de Paris, localizada no território da comuna de Levallois-Perret.

## Localização
A estação está localizada sob a rue Anatole-France em Levallois-Perret no cruzamento com a rue Voltaire.

## História
Esta estação deve seu nome à rue Anatole-France (antiga rue de Cormeille) que a linha 3 serve. Esta rua de Levallois-Perret presta homenagem a François Anatole Thibault, conhecido como Anatole France (1844-1924), escritor francês, acadêmico e Prêmio Nobel de literatura em 1921.
Em 2011, 3 702 732 passageiros entraram nesta estação. Ela viu entrar 3 866 326 passageiros em 2013, o que a coloca na 132ª posição das estações de metrô por sua frequência.
Desde junho de 2017, a estação se beneficiou de uma renovação para resolver problemas de vazamento, com a conclusão inicial prevista para 31 de dezembro de 2018.

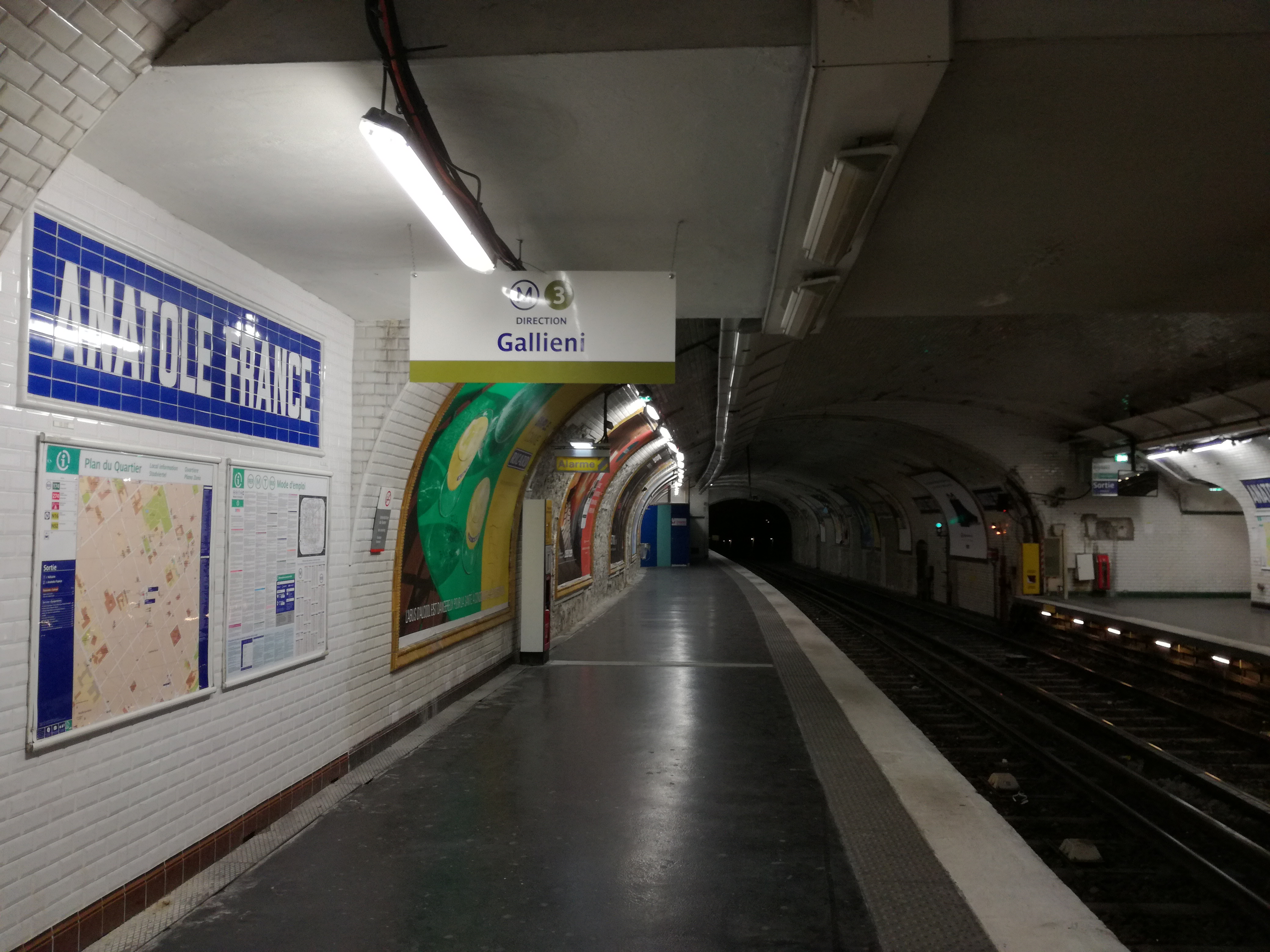
Início da renovação da estação em junho de 2017.
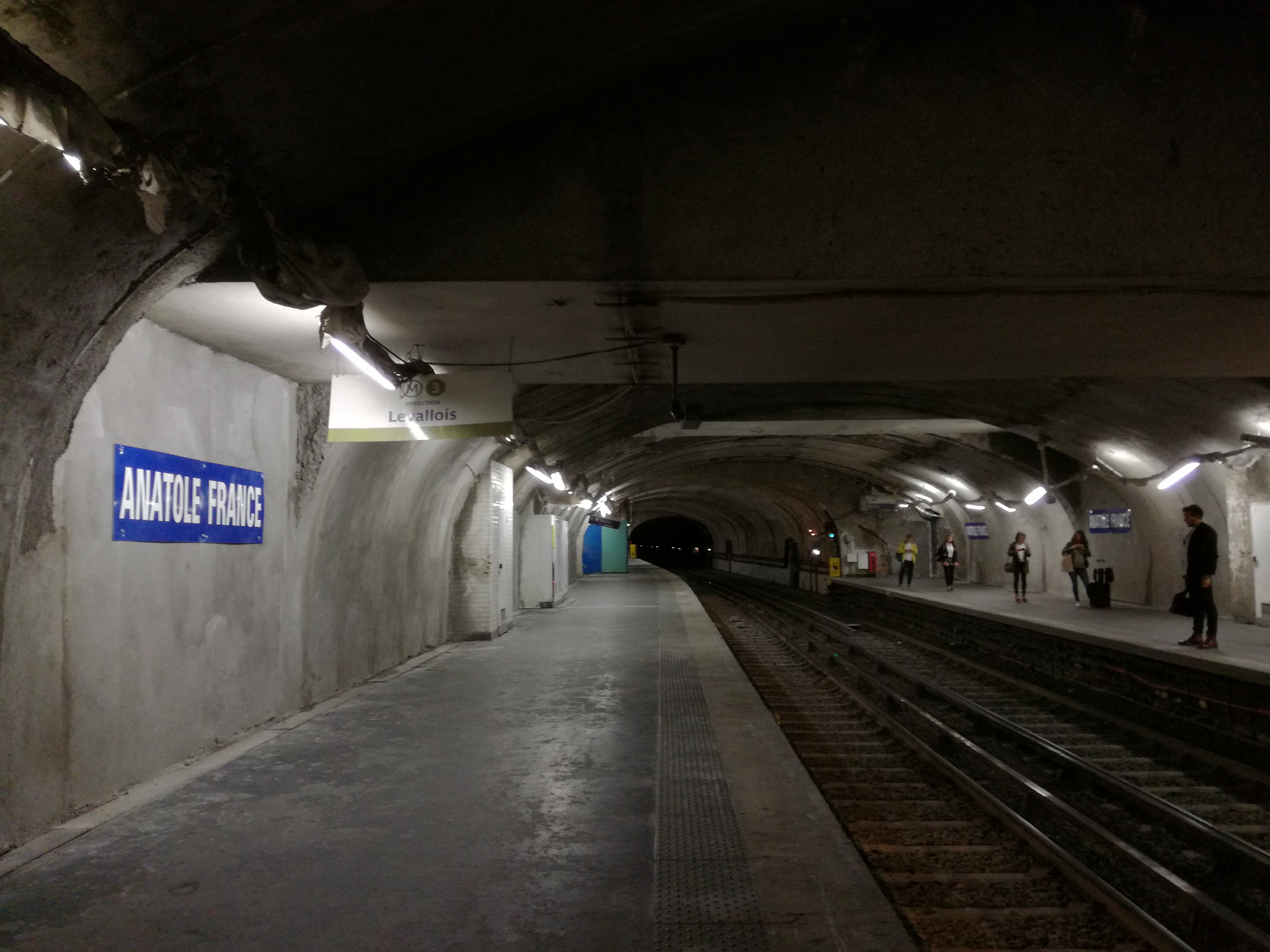
Estado da estação em junho de 2018.

## Serviços aos Passageiros

### Acessos

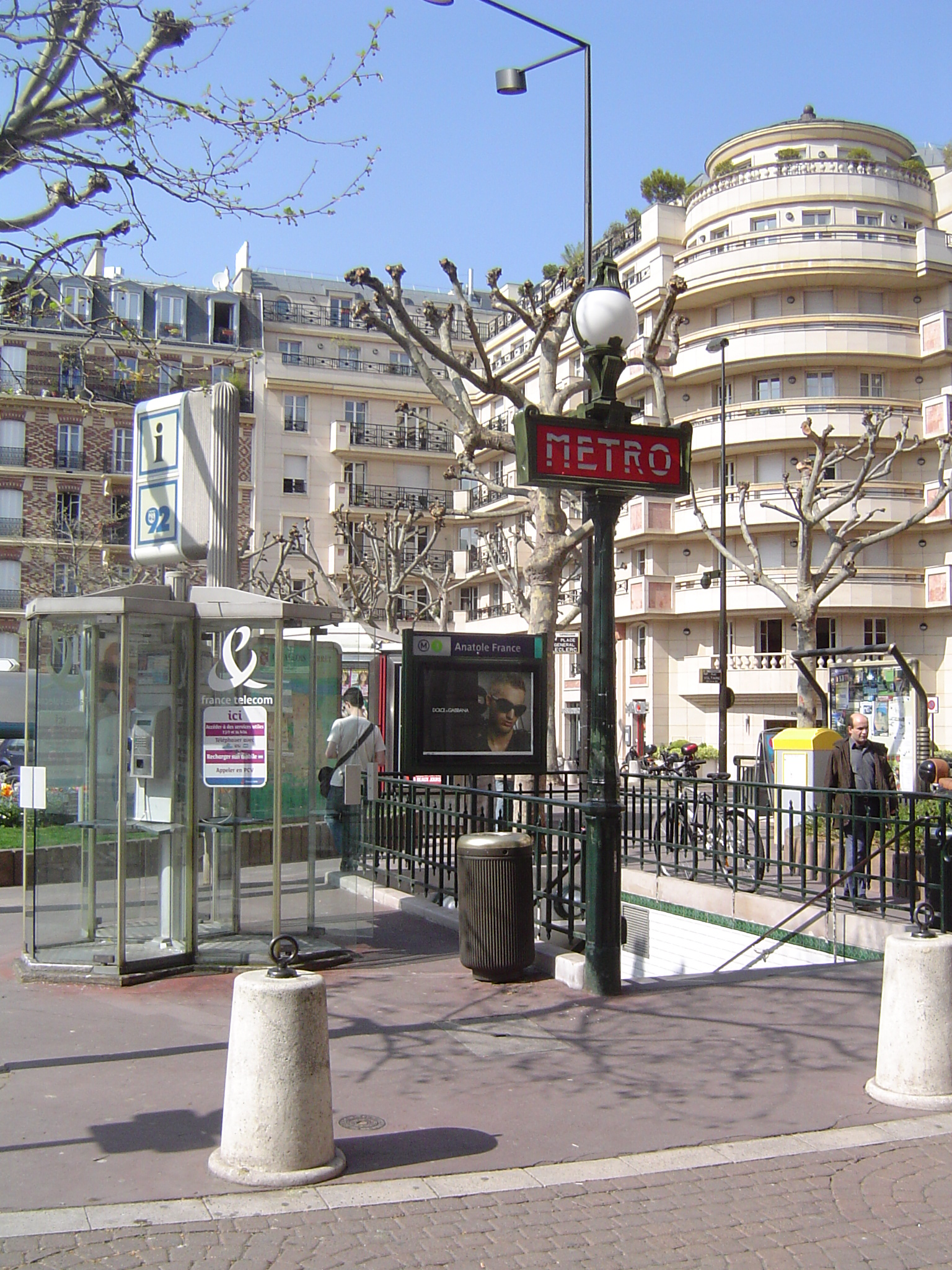
Uma das entradas em 2006.

A estação dispõe de dois acessos e de uma escada rolante, situados na place du Général-Leclerc.

### Plataformas
Anatole France é uma estação de configuração padrão: ela possui duas plataformas laterais separadas pelas vias do metrô e a abóbada é elíptica. Ela tem no entanto uma particularidade: as plataformas são parcialmente deslocadas (como em Saint-Germain-des-Prés) por causa da largura estreita da rua sob a qual está estabelecida. As estações Commerce e Liège possuem, elas, plataformas totalmente deslocadas pelo mesmo motivo. A decoração é do estilo utilizado pela maioria das estações de metrô: a faixa de iluminação é branca e arredondada no estilo "Gaudin" da renovação do metrô da década de 2000, e as telhas em cerâmica brancas biseladas recobrem os pés-direitos, a abóbada e o tímpano. Os quadros publicitários são em faiança da cor de mel e o nome da estação também é em faiança. Ela é equipada com bancos.

### Intermodalidade
A estação é servida pelas linhas 174 e 274 da rede de ônibus RATP e, à noite, pelas linhas N16 e N52 da rede Noctilien.

## Pontos turísticos
- Prefeitura de Levallois-Perret

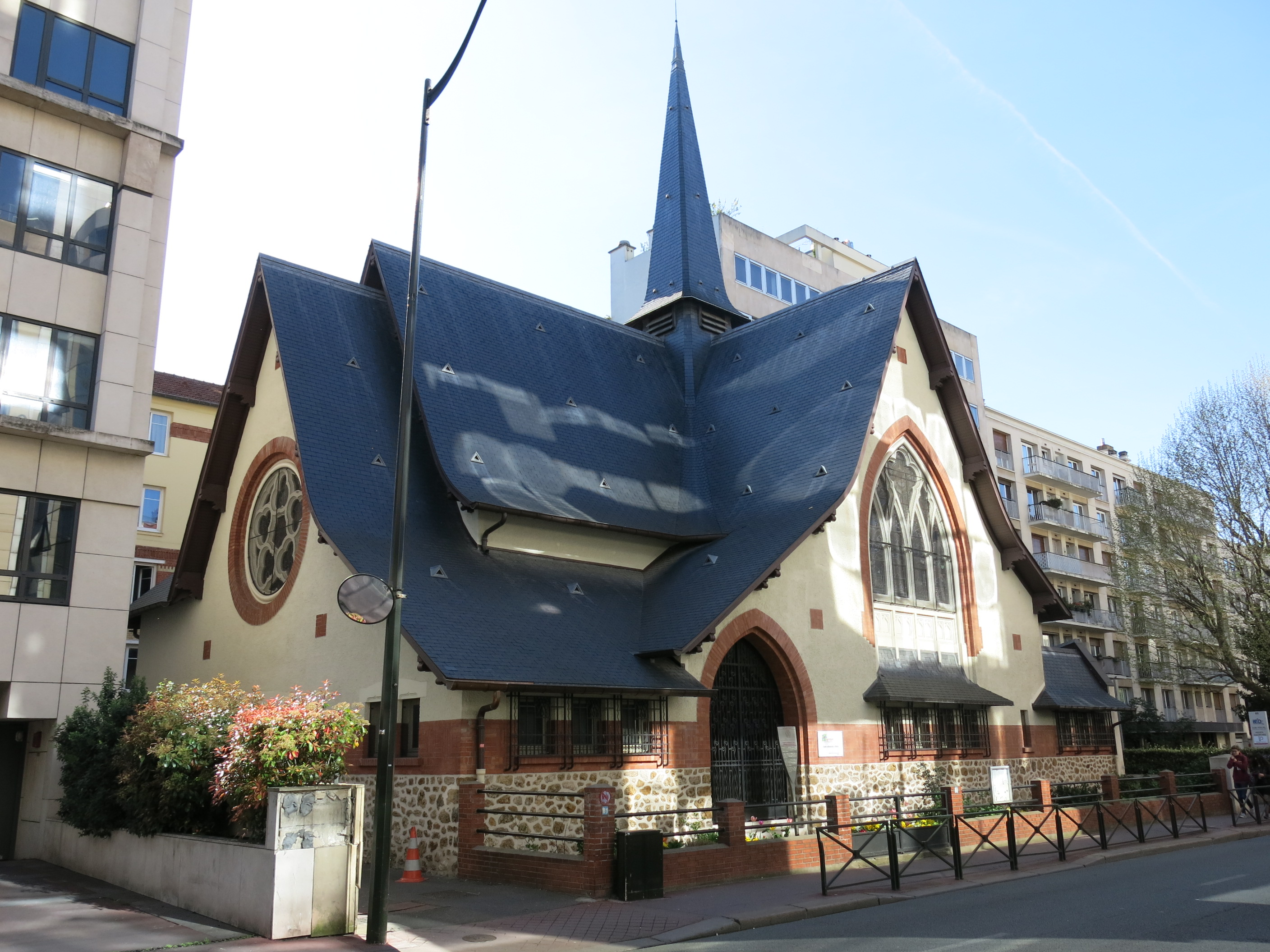
Temple de la Petite Étoile.

- Parc de la Planchette, aberto ao público em 1924
- Temple de la Petite Étoile